# .tw
‎.tw‏ دامنه اینترنتی تایوان است.